# Stare decisis
Stare decisis is een (Latijnse) term die betekent: 'blijf bij de besloten zaken'.
In het recht betekent dit dat, in sommige rechtsstelsels, voorafgaande rechterlijke beslissingen precedentwerking hebben en dus bindend zijn voor latere lagere rechters.
De volledige spreuk luidt stare decisis et quieta non movere (volharden in datgene wat is besloten en datgene wat tot rust is gekomen niet meer bewegen). De ratio decidendi (de "rechtsregel" die vastligt in een rechterlijke uitspraak) moet in gelijkaardige gevallen worden gevolgd enkel en alleen omdat de eerdere uitspraak werd gedaan.
In common law, in tegenstelling tot civil law, geldt dit systeem. In civil law zijn rechterlijke beslissingen van hogere rechters niet bindend voor latere gevallen, maar hebben ze wel groot gezag. Lagere rechters zullen vaak de rechtspraak van de hogere rechters volgen om vernietiging van hun uitspraak te vermijden. Zo zal in Nederland de rechtspraak van de Hoge Raad en in  België die van het Hof van Cassatie vrijwel altijd worden gevolgd. Hoe hoger het rechtscollege, des te groter het gezag.

## België
In België is hogere rechtspraak in principe dus niet bindend voor de lagere rechter. Er bestaan drie uitzonderingen hierop: het objectief contentieux, de prejudiciële vraagstelling en het verbrekend cassatiearrest.

### Objectief contentieux
Vernietigingsarresten van het Grondwettelijk Hof en de Raad van State hebben gezag van gewijsde erga omnes. Dit bindt iedereen.

### Prejudiciële vraagstelling
De rechter die een prejudiciële vraag stelt (aan bv. het Grondwettelijk Hof, het Hof van Justitie etc.) is wél gebonden door het prejudicieel antwoord.

### Verbrekend cassatiearrest
Indien het Hof van Cassatie in een bepaalde zaak besluit tot vernietiging, dan verwijst het de zaak naar het gerecht in hoogste feitelijke aanleg van dezelfde rang als datgene dat de bestreden beslissing gewezen heeft of naar hetzelfde gerecht dat dan anders is samengesteld. Het gerecht waarnaar de zaak wordt verwezen, is gebonden door het vernietigingsarrest wat betreft het door het Hof beslechte rechtspunt. Voor Potpourri V in 2017 was dit enkel zo nadat het Hof van Cassatie in dezelfde zaak twee keer overging tot vernietiging (de zgn. dubbele cassatie). Sindsdien is een voorziening in cassatie betreffende het reeds beslechte rechtspunt niet meer toegelaten.